# 冲绳科学技术大学院大学

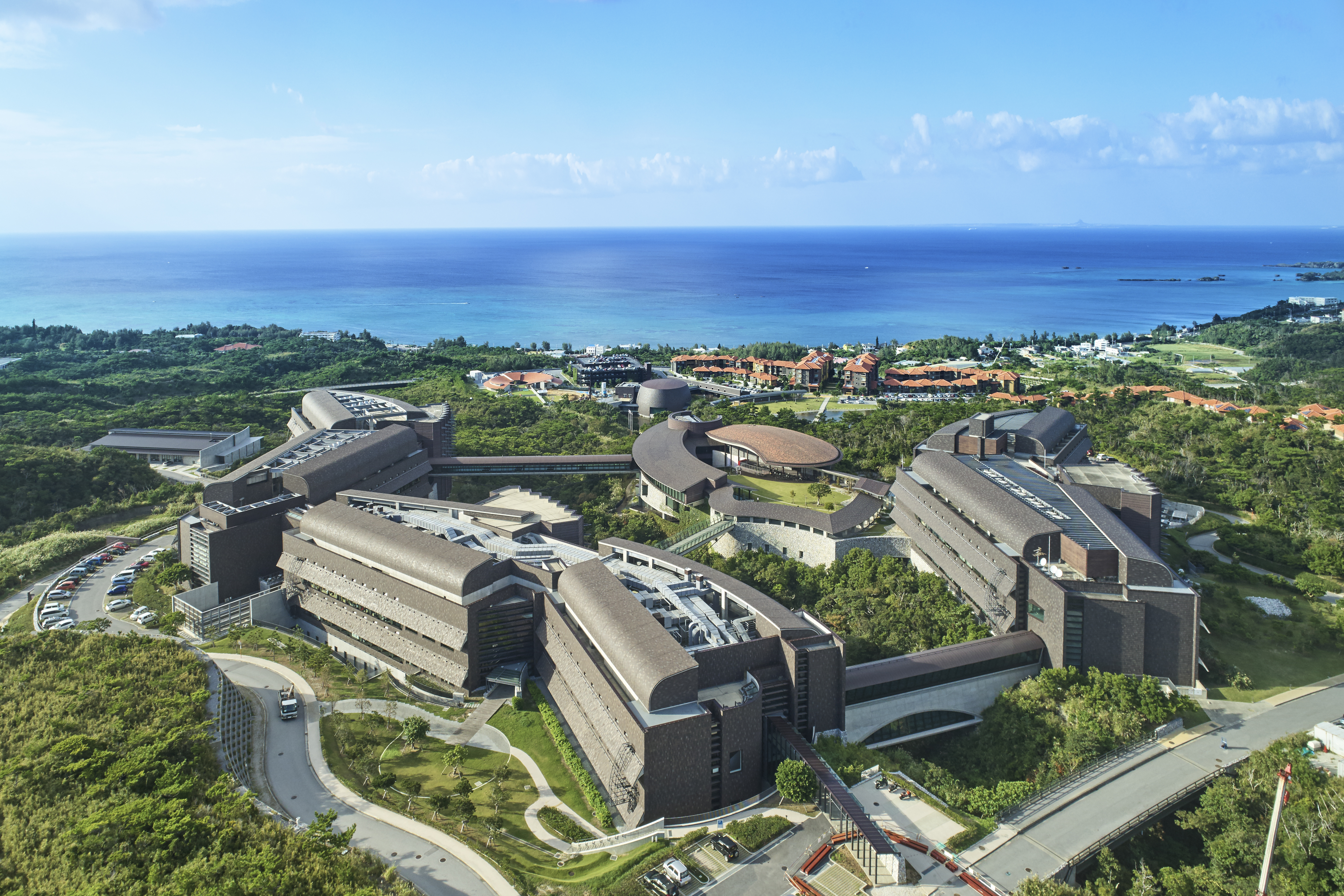
冲绳科学技术大学院大学校园鸟瞰图

冲绳科学技术大学院大学（日语：／ Okinawa Kagaku Gijutsu Daigakuin Daigaku；英語：Okinawa Institute of Science and Technology Graduate University，簡稱 OIST），是一所位於日本沖繩的大學院大學，該校为日本政府於2011年成立的私立大学。

## 概要
冲绳科学技术大学院大学由学校法人沖縄科学技術大学院大学学園運營，該法人是根據《冲绳科学技术大学院大学学園法》成立的特殊學校法人，由日本內閣府管理。雖然名義上登記為私立大學，但該校實際由政府出資，類似的特殊學校法人還有放送大學學園。
根據外部評價委員會在2015年度發表的調查報告，OIST在全8項評核基準中表現卓越，整體水平相等於在《世界大學學術排名》、《QS世界大學排名》 及《泰晤士高等教育世界大學排名》排名前25的大學。
於2019年Nature Index世界科研機構排名為世界第9、日本第1。

## 學術環境
OIST僅提供博士階段教育。每年招收50名學生，並向所有學生提供每年300萬日圓的獎學金(全日本最高額度)，入學申請的競爭激烈程度遠超日本其他大學 。採取全英語教學，非日本籍的教師與學生皆佔比過半，師生比、國際化水準皆相當高 。
全校65個研究單位橫跨神经科学、数学与電腦科學、物理、化學、环境与生态学、分子細胞與發育生物學、海洋學等七大領域。
OIST秉持「Lab-based」與「交叉學科」之理念，全校不設科系，而是以教授為首設置Unit (每Unit的年預算達200萬～600萬美元)。博士一年級生須選擇在3個Unit進行研究，然後再選擇自己的專攻。

## 校園

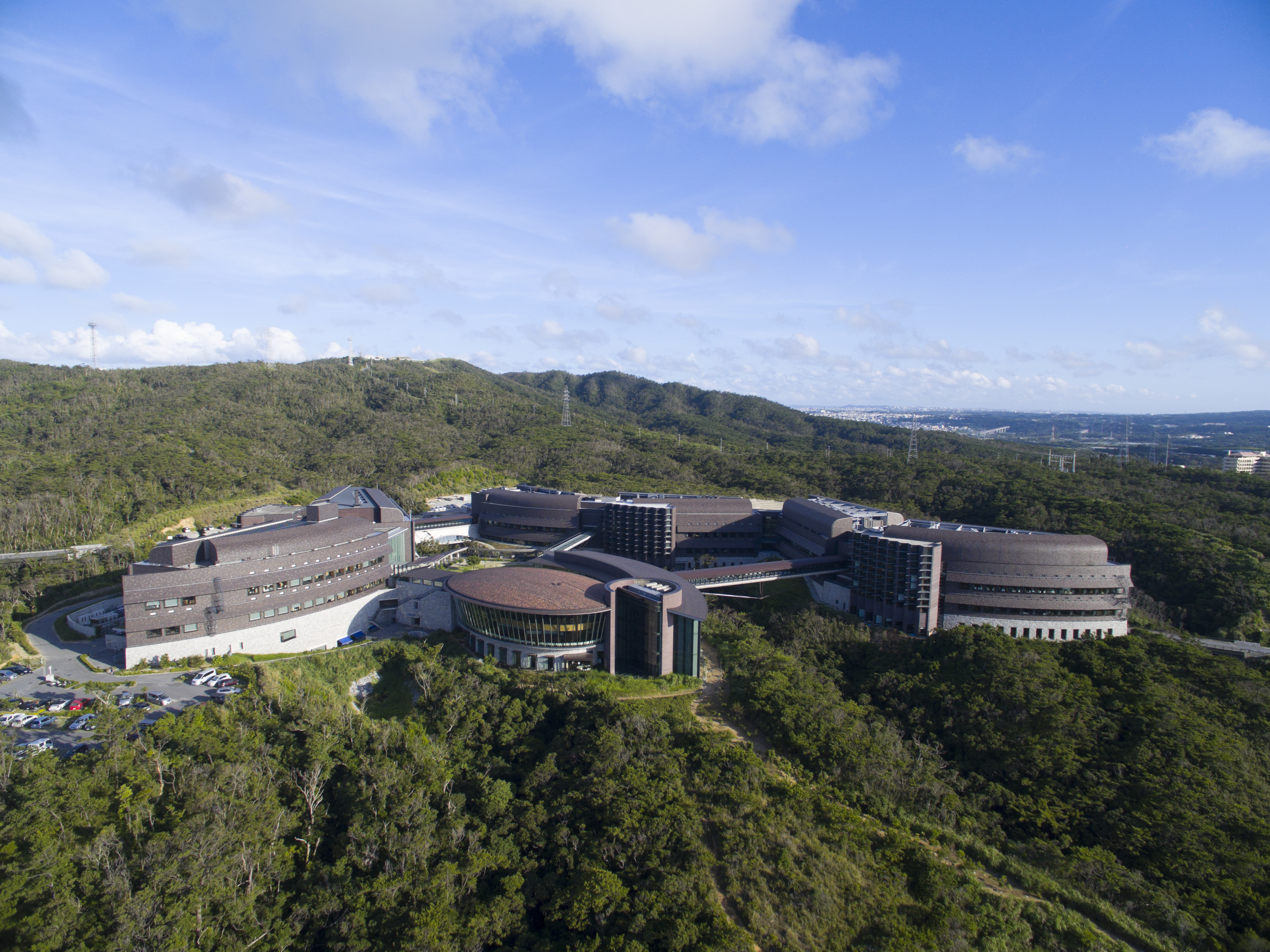
OIST校園

OIST校園位於沖繩島中部的恩纳村，享有沖繩最優美的海景。校舍建築根據史丹佛大學風格建成。

## 歷任校長
1. 乔纳森·多尔凡（英语：Jonathan M. Dorfan） (2011-2016): 前美國SLAC國家加速器實驗室主任
2. 彼得·格鲁斯（英语：Peter Gruss） (2017-現在): 前德國馬克斯普朗克學會會長

## 其他

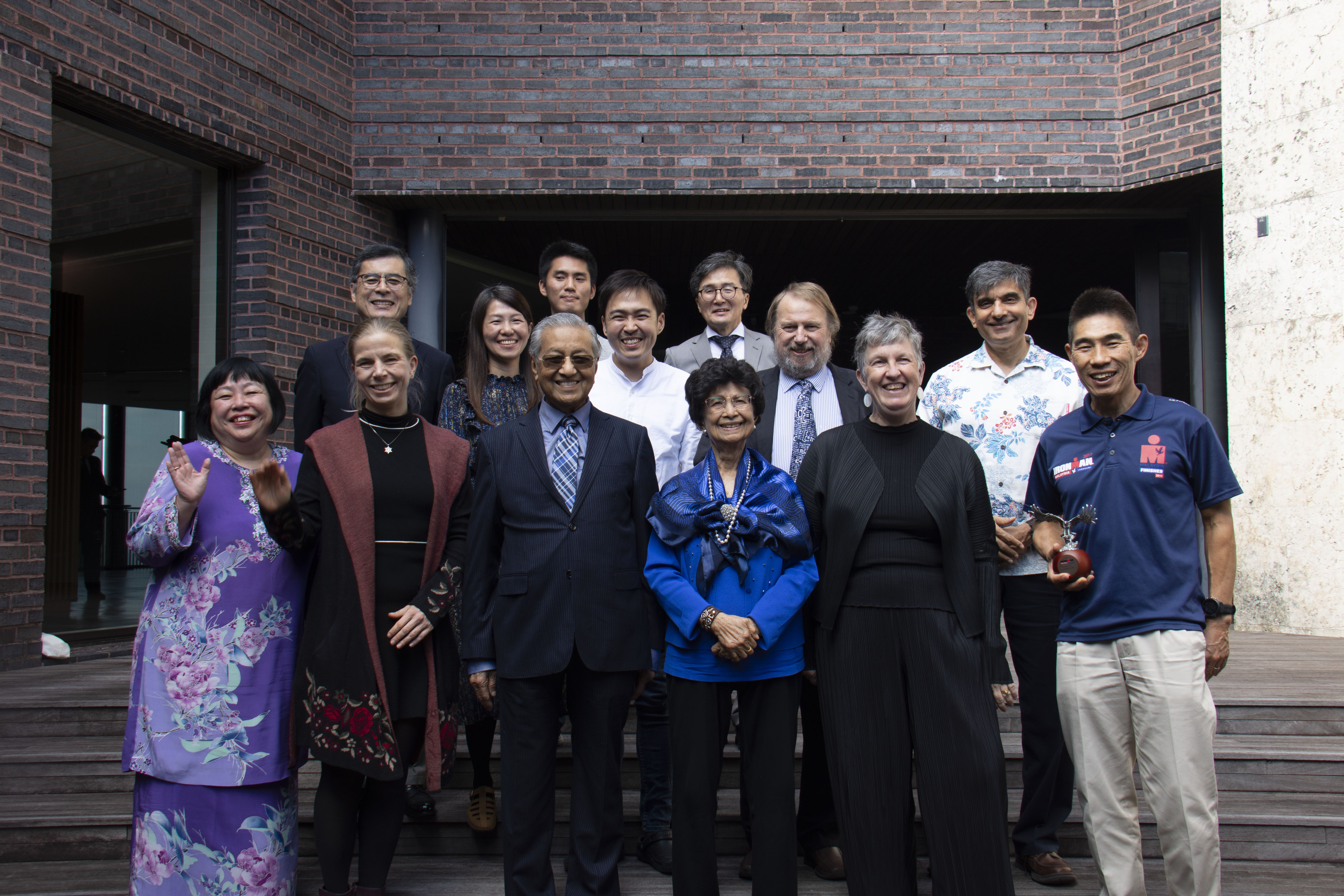
OIST学生和马来西亚首相马哈迪·莫哈末会面（2019年12月27日）

2018年，共有14名博士成為OIST首屆畢業生。1997年諾貝爾物理學獎得主朱棣文親蒞畢業典禮，發表致詞。
2013年6月29日至6月30日，由冲绳政府与日本环境省共同组织的环境国际对话会在冲绳科学技术大学院大学召开。